# Kasteel Boekenberg
Het Kasteel Boekenberg of Boeckenberg is een kasteel in het Boekenbergpark in het Antwerpse district Deurne. Het werd op 12 augustus 2022 vernield door een brand. 

## Geschiedenis
Een eerste nederzetting met huis en hoeve, omgeven door een watergracht, gaat terug tot de eerste helft van de 16e eeuw. Tussen 1751 en 1755 werd het huidige kasteel in rococostijl herbouwd in opdracht van Maria Knyff, weduwe J.C. Bosschaert en J.J. du Bois. Het ontwerp wordt toegeschreven aan architect Van Baurscheit.
In 1798 werd het kasteel met omliggende gronden aangekocht door de handelaar en bankier J.W. Smets. Hij liet een romantisch park aanleggen met serpentinevijver gevoed door de Luysbeek, kunstmatige heuvels, een complex met onderaardse grot en ijskelder (samen het latere Natuurhistorisch Museum Boekenberg), rotsbrug, torenruïne en beeldengroepen. Rond 1800 volgde een vijfledige Chinese pagode. In 1859 werden de geometrische tuinen uit de eerste fase in landschapsstijl getransformeerd, met onder meer een verbinding tussen vijvers en slotgracht, een fraaie gietijzeren Della Faillebrug en aanplanting van tal van exotische gewassen. Uiteindelijk bedroeg de totale oppervlakte van het domein circa 30 hectare. In 1914 kocht de gemeente het middendeel - circa 10 hectare - van het park; de rest werd verkaveld. Pas in 1926 werd het park opengesteld voor het publiek. De vroegere spiegelvijver werd in 1934 omgevormd tot openluchtzwembad. Het kasteel kreeg verschillende bestemmingen tot het in 1956 eigendom werd van het huidige OCMW. In de jaren na 1980 werd het kasteel gerestaureerd.
Tot 2018 werd het kasteel gebruikt als Centrum voor Bijzondere Jeugdzorg, maar het Zorgbedrijf Antwerpen (voorheen OCMW) besloot het kasteel te koop te stellen.

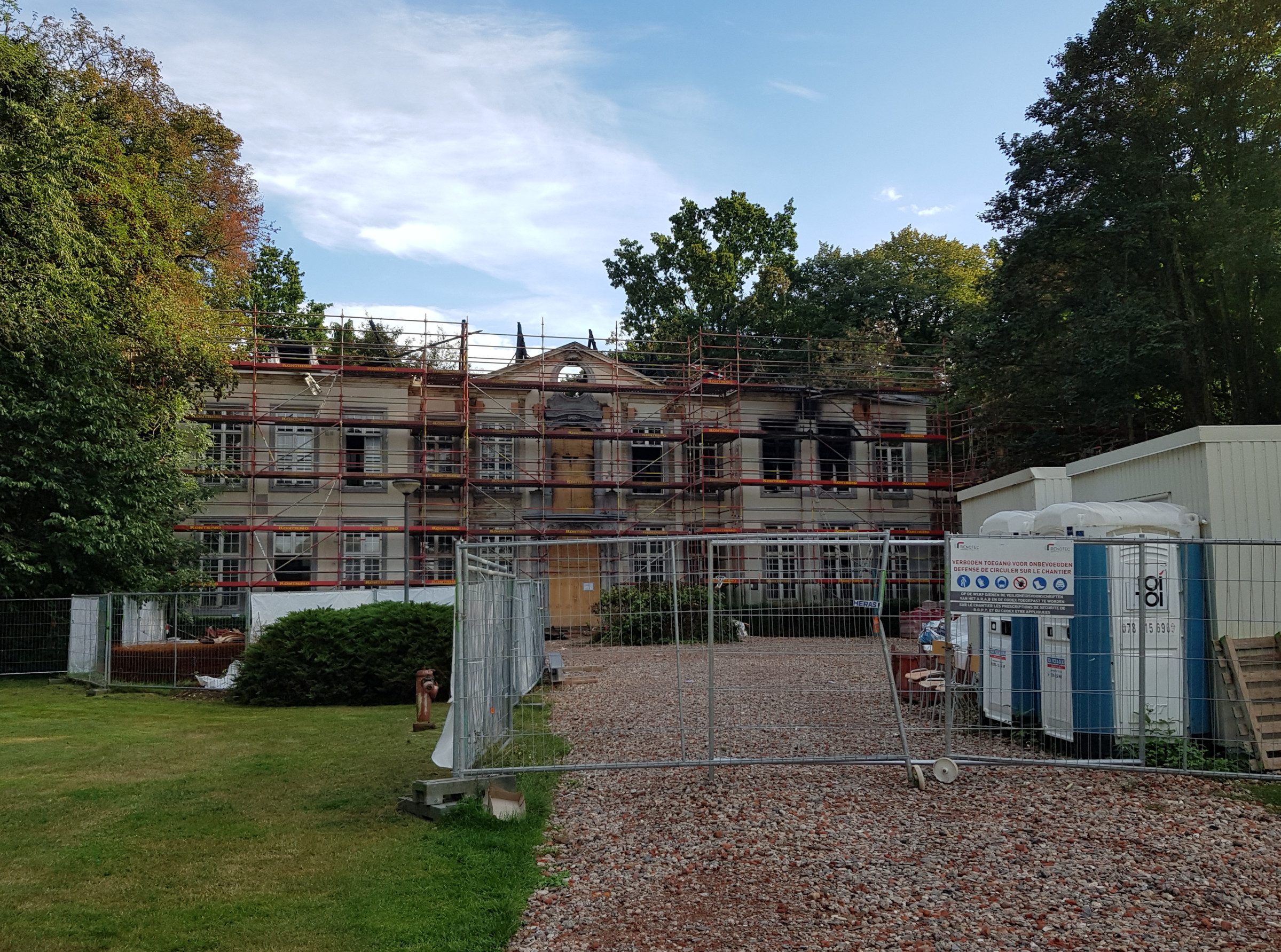
Kasteel Boekenberg na de brand van 2022

In 2019 werd voor het kasteel een vergunning aangevraagd om het te herbouwen tot een cohousingproject voor senioren. Op 12 augustus 2022 werd het kasteel rond half vier in de namiddag vernield door een hevige brand, de restauratiewerken van het cohousingproject waren op dat moment nog bezig. Vanaf 1 mei 2023 werd begonnen met de bouw van een tijdelijk dak waaronder terug verder kan gewerkt worden aan het kasteel.